# Die Kronprätendenten (Ibsen)
Die Kronprätendenten (Originaltitel: Kongs-Emnerne) ist ein Schauspiel des norwegischen Dichters Henrik Ibsen.

## Allgemeines
Das Schauspiel Die Kronprätedenten wurde 1863 verfasst; aber Ibsen gibt an, seine Quellen und die Idee zu dem Stück gingen bis 1858 zurück.  Das Stück hat fünf Akte, die auf historischen Vorgängen des dreizehnten Jahrhunderts beruhen. Die Uraufführung fand in Oslo im Christiania-Theater am 19. Januar 1864 statt (Christiania war im 19. Jahrhundert der Name der norwegischen Hauptstadt Oslo).
Die Handlung des Stückes beruht auf dem  Konflikt zwischen dem norwegischen König  Håkon IV. Håkonsson (* 1204, † 1263) und seinem Schwiegervater Jarl Skule Bårdsson. Die Darstellung des Konflikts in Ibsens Schauspiel hing nach allgemeiner Meinung indirekt mit der verborgenen Rivalität zwischen Ibsen selbst und seinem  Freund und Nachfolger Bjørnstjerne Bjørnson in der Leitung des Norwegischen Staatstheaters zusammen.

## Personen des Dramas
- Håkon Håkonsson,  von einem mächtigen Stamm zum König gewählt
- Inga von Varteig, seine Mutter
- Jarl Skule Bårdsson, ein hoher Norwegischer Adliger; Håkons Rivale und späterer Schwiegervater
- Ragnhild, Skules Ehefrau
- Sigrid, Skules Schwester
- Margrete, Skules Tochter; Håkons spätere Frau
- Guthorm Ingesson
- Sigurd Ribbung
- Nikolas Arnesson, Bischof von Oslo; Repräsentant der Kirche
- Dagfinn Bonde[3], Håkons Marschall
- Ivar Bodde, Håkons Hofkaplan
- Vegard Väradal, einer seiner Hofleute
- Gregorius Jonsson, ein Adliger
- Paul Flida, ein anderer Adliger
- Ingebjörg,  Anders Skjaldarbands Frau
- Peter, ihr Sohn, ein junger Priester
- Sira Viljam, Hofkaplan bei Bischof Nikolas
- Meister Sigard von Brabant, ein Arzt
- Jatgejr der Skalde, ein Isländer
- Baard Bratte, ein Mann aus dem Trondheim-Gebiet

## Geschichtlicher Hintergrund
Håkon Håkonsson regierte von 1217 bis 1263 als König von Norwegen. In der Anfangsphase seiner Herrschaft befand sich ein großer Teil seiner Macht, etwa ein Drittel des Königreichs, in den Händen von Skule Bårdsson. Im Jahr 1225 heiratete Håkon  Skules Tochter Margrét Skúladóttir. Die Beziehung zwischen den Rivalen wurde mehr und mehr angespannt, als Håkon in der zweiten Phase seiner Herrschaft  seine eigene Macht  festigen konnte. Im Jahr 1239 steigerte sich die Auseinandersetzung zwischen den beiden zu einem offenen Krieg, nachdem Skule sich selbst zum König proklamiert hatte. Die Rebellion endete 1240, als Skule zu Tode kam.
Damit war die Bürgerkriegs-Ära in Norwegen beendet, die von 1130 bis 1240 angedauert hatte.